# Megachile candidicauda
Megachile candidicauda är en biart som beskrevs av Cockerell 1932. Megachile candidicauda ingår i släktet tapetserarbin, och familjen buksamlarbin. Inga underarter finns listade i Catalogue of Life.